# Denis Vasilyevich Polyakov
Denis Vasilyevich Polyakov (tiếng Nga: Денис Васильевич Поляков; sinh 21 tháng 2 năm 1992) là một cầu thủ bóng đá Nga thi đấu ở vị trí tiền vệ cho câu lạc bộ Meistriliiga Narva Trans.
Anh ra mắt ở Giải hạng hai Nga cho FC Karelia Petrozavodsk ngày 1 tháng 9 năm 2011 trong trận đấu với FC Sever Murmansk.